# Charles-Augustin Sainte-Beuve
Pour les articles homonymes, voir Sainte-Beuve (homonymie).
Charles-Augustin Sainte-Beuve est un critique littéraire et écrivain français né le 23 décembre 1804 à Boulogne-sur-Mer (Pas de Calais) et mort le 13 octobre 1869 à Paris. Représentant du romantisme, il est réputé pour ses critiques littéraires et la méthode d'écriture qu'il a employée.

## Biographie

### Jeunesse et études
Né à Moreuil le 6 novembre 1752, le père de l'auteur, Charles-François Sainte-Beuve, contrôleur principal des droits réunis et conseiller municipal à Boulogne-sur-Mer, se marie le 30 nivôse an XII (21 janvier 1804) avec Augustine Coilliot, fille de Jean-Pierre Coilliot, capitaine de navire, née le 22 novembre 1764 et morte en 1850. Toutefois, atteint par une angine, il meurt le 12 vendémiaire an XIII (4 octobre 1804).
Orphelin de père dès sa naissance le 2 nivôse an XIII (23 décembre 1804) à Boulogne-sur-Mer, Sainte-Beuve est élevé par sa mère et une tante paternelle, veuve également. En 1812, il entre en classe de sixième comme externe libre à l'institution Blériot, à Boulogne-sur-Mer, où il reste jusqu'en 1818. À cette époque, il obtient de poursuivre ses études à Paris. Placé dans l'institution Landry en septembre 1818, il suit comme externe les cours du collège Charlemagne, de la classe de troisième à la première année de rhétorique, puis ceux du collège Bourbon, où il a pour professeur Paul-François Dubois, en seconde année de rhétorique et en philosophie. En 1822, il est lauréat du Concours général, remportant le premier prix de poésie latine. Après l'obtention de son baccalauréat ès lettres le 18 octobre 1823, il s'inscrit à la faculté de médecine le 3 novembre. Puis, conformément à l'ordonnance du 2 février 1823, qui l'exige pour les professions médicales, il prend des leçons particulières de mathématiques et passe le baccalauréat ès sciences, le 17 juillet 1824. Toutefois, alors qu'il a été nommé en 1826 externe à l'hôpital Saint-Louis avec une chambre, il abandonne ses études de médecine en 1827 pour se consacrer aux lettres. 

### Parcours professionnel
Après un article anonyme paru le 24 octobre 1824, il publie dans Le Globe, journal libéral et doctrinaire fondé par son ancien professeur, Paul-François Dubois, un article signé « Joseph Delorme » le 4 novembre.
Le 2 et le 9 janvier 1827, il publie une critique élogieuse des Odes et ballades de Victor Hugo, et les deux hommes se lient d'amitié. Ensemble, ils assistent aux réunions au Cénacle de Charles Nodier à la Bibliothèque de l'Arsenal. Il a une liaison avec l'épouse de Hugo, Adèle Foucher.

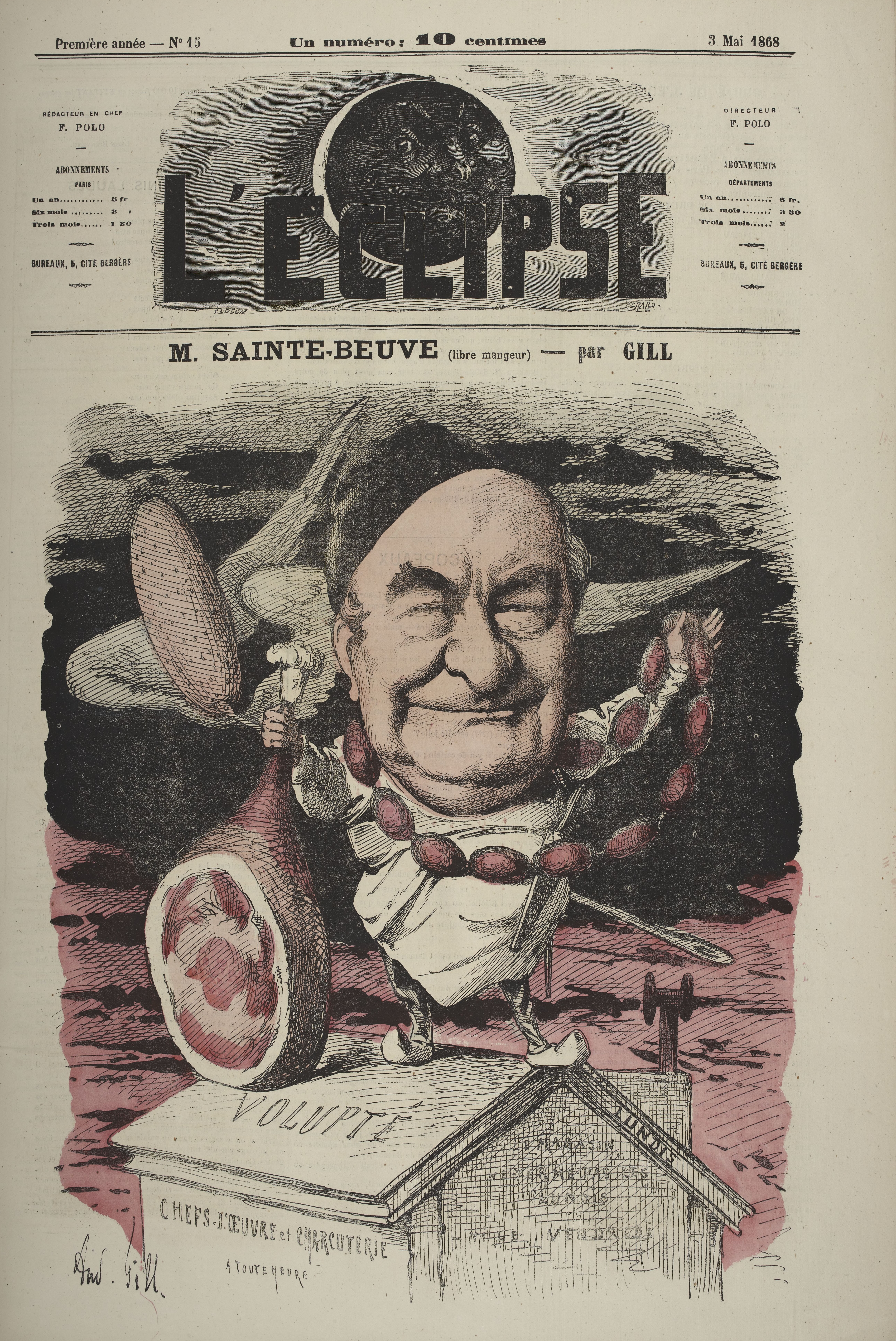
Caricature de Sainte-Beuve par André Gill en 1868.

Le 20 septembre 1830, Sainte-Beuve et l'un des propriétaires du journal Le Globe, Paul-François Dubois, se battent en duel dans les bois de Romainville. Sous la pluie, ils échangent quatre balles sans résultats. Sainte-Beuve conserva son parapluie à la main, disant qu’il voulait bien être tué mais pas mouillé.
Après l'échec de ses romans, Sainte-Beuve se lance dans les études littéraires, dont la plus connue est Port-Royal, et collabore notamment à La Revue contemporaine. Port-Royal (1837-1859), le chef-d'œuvre de Saint-Beuve, décrit l'histoire de l'abbaye de Port-Royal des Champs, de son origine à sa destruction. Ce livre résulte d'un cours donné à l'Académie de Lausanne entre le 6 novembre 1837 et le 25 mai 1838. Cette œuvre a joué un rôle important dans le renouvellement de l'histoire religieuse. Certains historiens qualifient Port-Royal de « tentative d'histoire totale ».
Élu à l'Académie française le 14 mars 1844 au fauteuil de Casimir Delavigne, il est reçu le 27 février 1845 par Victor Hugo. Il est à noter que ce dernier portait néanmoins sur leurs relations un regard désabusé : « Sainte-Beuve, confiait-il à ses carnets en 1876, n’était pas poète et n’a jamais pu me le pardonner ».
En 1848-1849, il accepte une chaire à l'université de Liège, où il donne un cours consacré à Chateaubriand et son groupe littéraire, qu'il publie en 1860.
À partir d'octobre 1849, il publie, successivement dans Le Constitutionnel, Le Moniteur et Le Temps des feuilletons hebdomadaires regroupés en volumes sous le nom de Causeries du lundi, leur titre venant du fait que le feuilleton paraissait chaque lundi.

### Parcours professoral
À la différence de Hugo, il se rallie au Second Empire en 1852. Le 13 décembre 1854, il obtient la chaire de poésie latine au Collège de France, mais sa leçon inaugurale sur « Virgile et L'Énéide », le 9 mars 1855, est perturbée par des étudiants qui veulent dénoncer son ralliement. Il doit alors envoyer, le 20 mars, sa lettre de démission. Par la suite, le 3 novembre 1857, il est nommé maître de conférences à l'École normale supérieure, où il donne des cours de langue et de littérature françaises de 1858 à 1861. 

### Parcours politique
Sous l'Empire libéral, il est nommé au Sénat, où il siège du 28 avril 1865 jusqu'à sa mort en 1869. Dans ces fonctions, il défend la liberté des lettres et la liberté de penser.
Sainte-Beuve meurt à son domicile, 11 rue du Montparnasse. Selon les médecins qui autopsièrent son corps, sa mort fut vraisemblablement provoquée par un « vaste abcès situé sur la partie latérale gauche de la prostate ».
Il est inhumé au cimetière du Montparnasse (17e division), dans le caveau où reposait déjà sa mère.

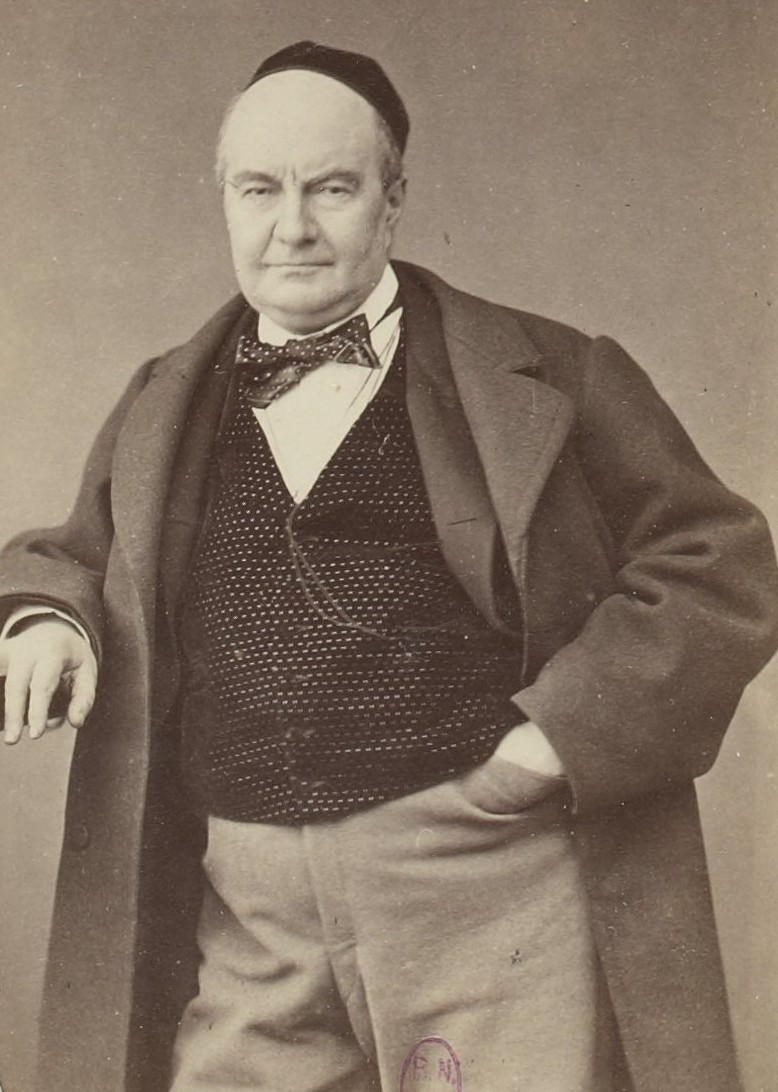
Photographie prise entre 1860 et 1869.

## Méthode
La méthode d'écriture de Sainte-Beuve, qui s'appuie sur l’étude de la biographie et des documents historiques liés à un auteur, est réputée constitutive d'une rupture et d'un renouvellement de la critique littéraire et a donné lieu à diverses analyses : « Un homme bon, a suggéré Jules Lemaître ; un des quatre ou cinq grands esprits du XIXe siècle, a affirmé Taine. ». Marcel Proust a rendu cette méthode célèbre tout en la restreignant à l'idée que la méthode critique de Sainte-Beuve se fonde sur le fait que l'œuvre d'un écrivain serait avant tout le reflet de sa vie et pourrait s'expliquer par elle. Elle se fonde sur la recherche de l'intention poétique de l'auteur (intentionnisme) et sur ses qualités personnelles (biographisme). Cette méthode a été critiquée par la suite. Marcel Proust, dans son essai Contre Sainte-Beuve, est le premier à la contester, reprochant de plus à Sainte-Beuve de négliger, voire condamner de grands auteurs comme Baudelaire, Stendhal ou Balzac (ce dernier fut d'ailleurs pour Sainte-Beuve son « gibier favori » ; de fait, tout semblait opposer les deux contemporains : « tempéraments, goûts, styles de vie, conceptions de l'art littéraire et du rôle de l'écrivain »). L'école formaliste russe, ainsi que les critiques Ernst Robert Curtius et Leo Spitzer, suivront Proust dans cette route[réf. nécessaire].

## Réception
Friedrich Nietzsche, pourtant adversaire déclaré de Sainte-Beuve, a incité en 1880 Ida Overbeck, femme de son ami Franz Overbeck, à traduire les Causeries du lundi en allemand. Jusque-là, Sainte-Beuve n'avait jamais été publié en allemand, malgré sa grande importance en France, car considéré en Allemagne comme représentant d'une manière détestable et typiquement française de penser. La traduction d'Ida Overbeck est parue en 1880 sous le titre Menschen des XVIII. Jahrhunderts (« L'Être humain au XVIIIe siècle »). Nietzsche a écrit à Ida Overbeck le 18 août 1880 : « Il y a une heure que j'ai reçu Menschen des XVIII. Jahrhunderts. […] C'est un livre merveilleux, je crois que j'ai pleuré, et ce serait bizarre si ce petit livre ne pouvait pas exciter la même sensation chez beaucoup d'autres personnes ». La traduction d'Ida Overbeck est un document important du transfert culturel entre l'Allemagne et la France, mais fut largement ignorée. En 2014 apparut la première édition critique et annotée.
Charles Maurras s'inspire directement de la méthode d'analyse du critique littéraire pour forger sa méthode d'analyse politique, l'empirisme organisateur, qui aboutira chez lui au nationalisme intégral,.

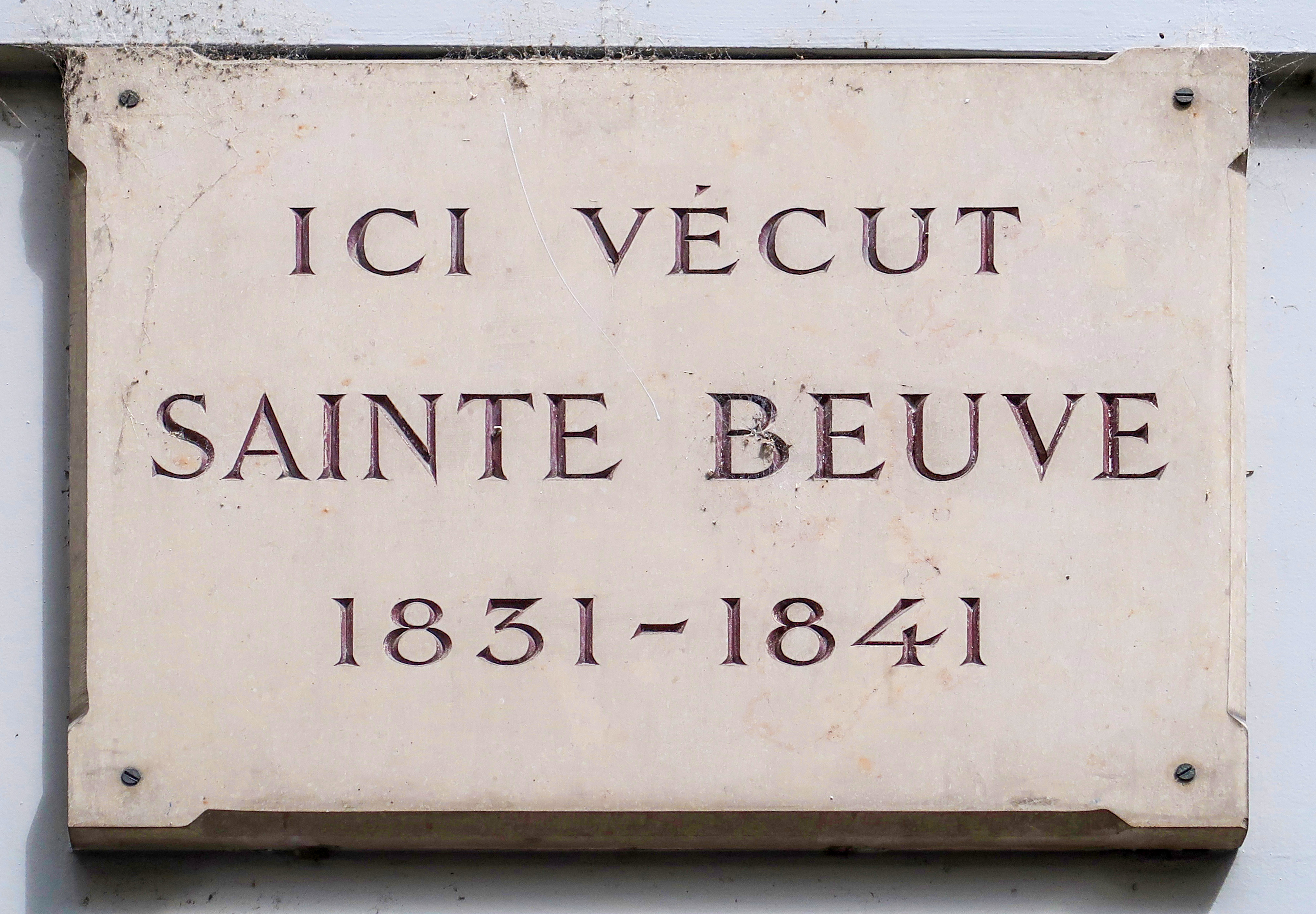
Plaque 2 cour du Commerce-Saint-André (Paris), où il vécut de 1831 à 1841.
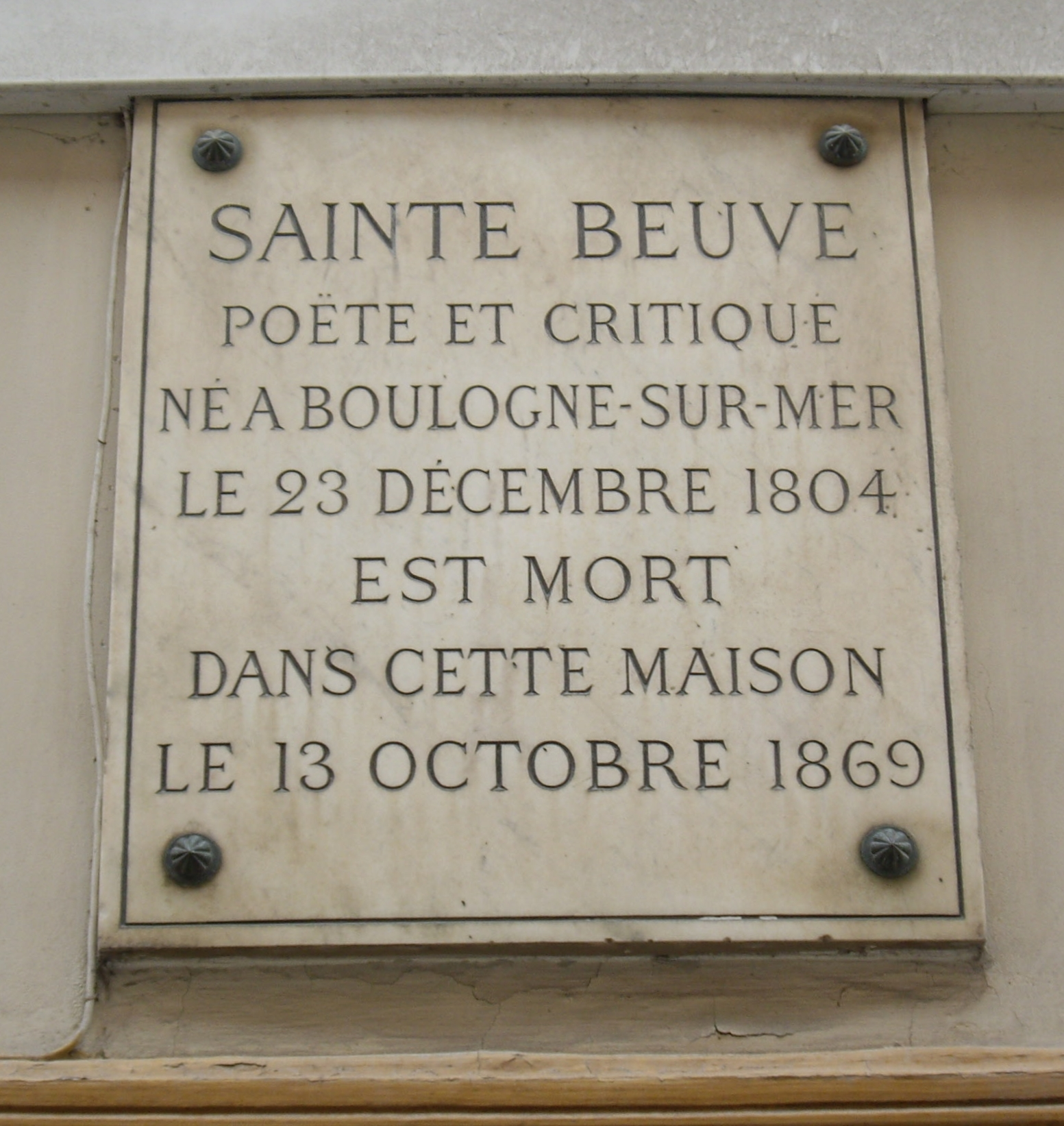
Plaque commémorant la mort de Sainte-Beuve, 11 rue du Montparnasse (6e arrondissement de Paris).
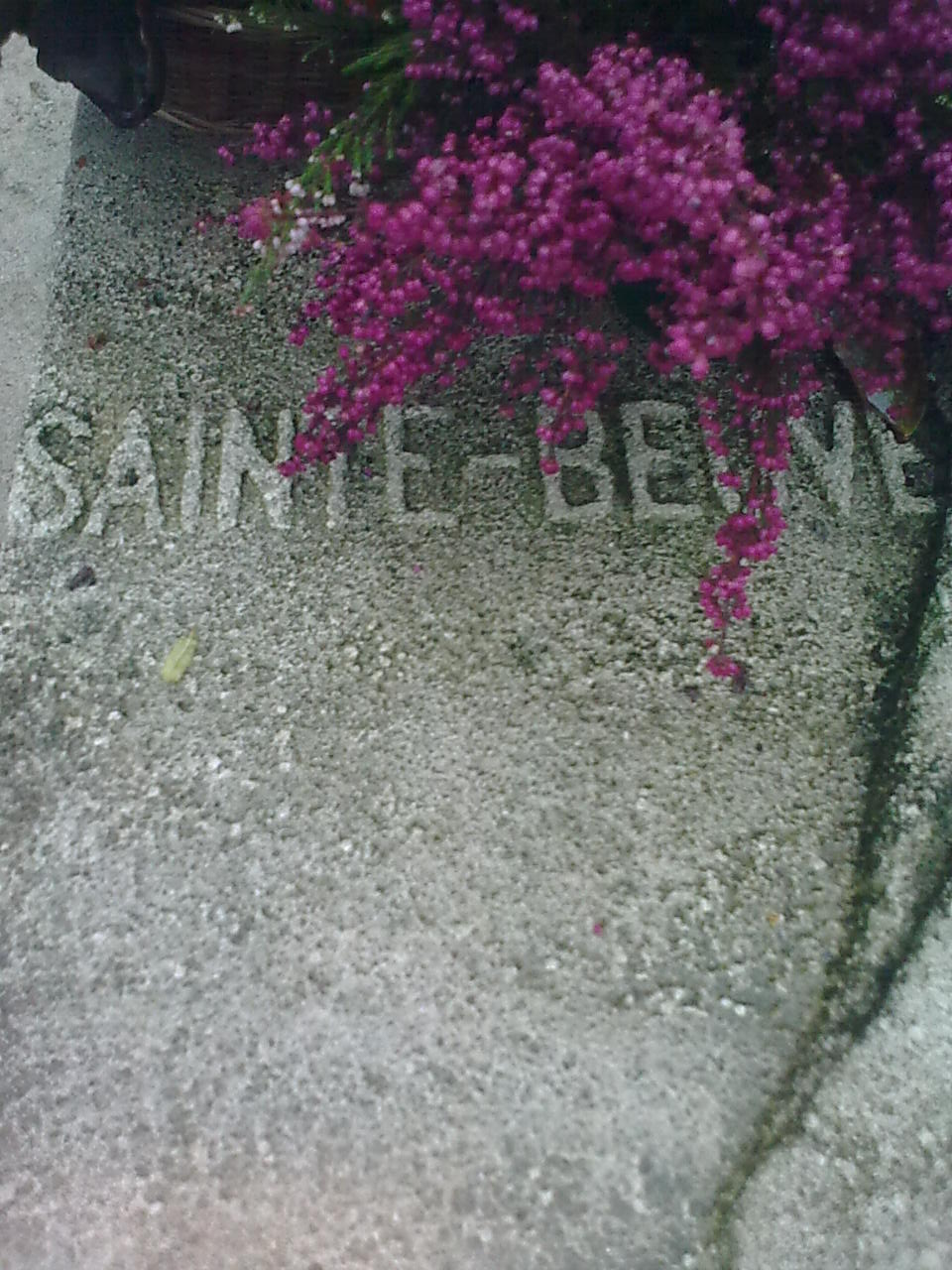
La tombe de Sainte-Beuve au cimetière du Montparnasse à Paris.
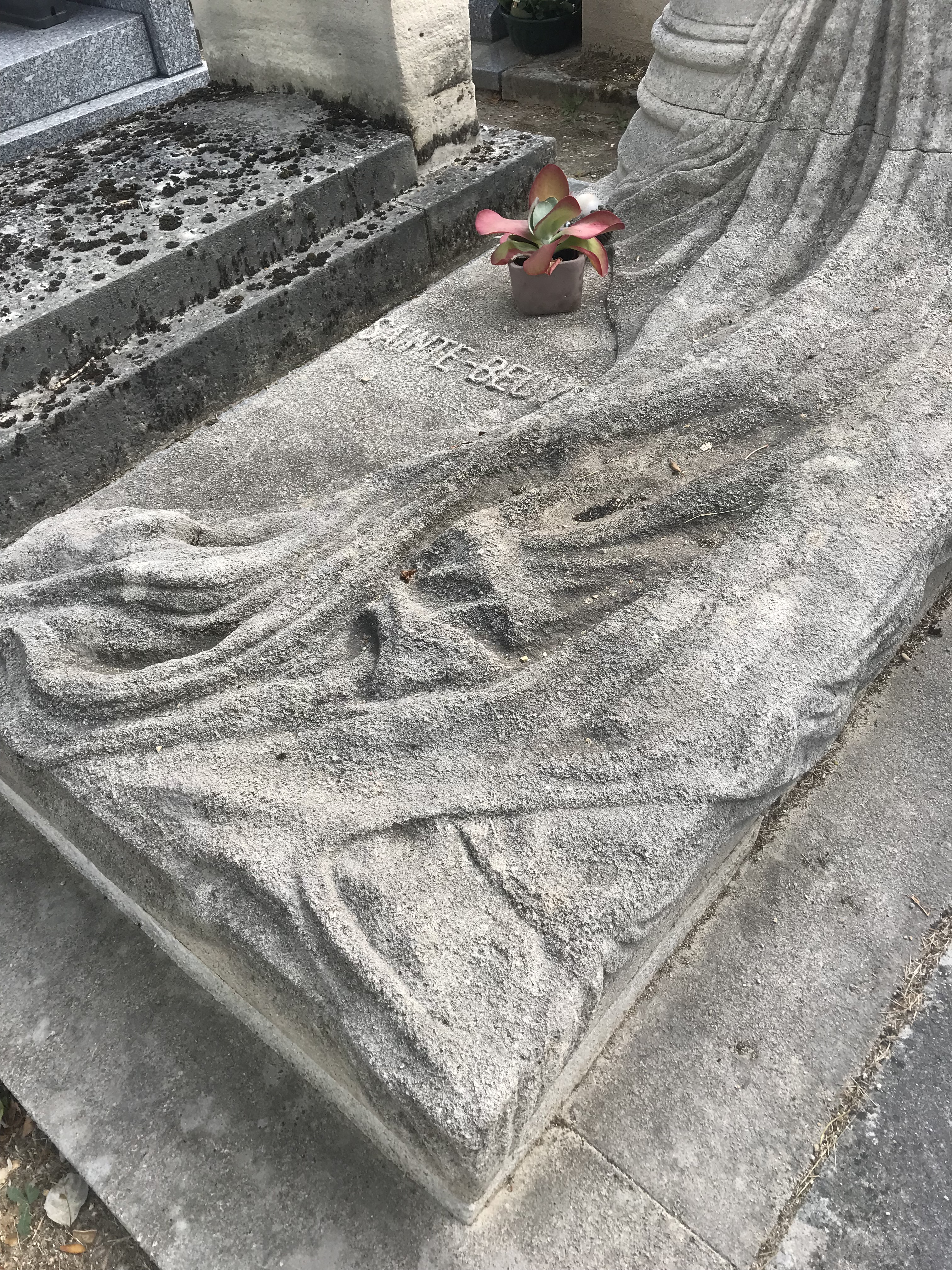
Vue de la sépulture, monument par José de Charmoy.

## Œuvres

### Poésie
- Vie, poésies et pensées de Joseph Delorme (1829)
- Les Consolations (1830)
- Pensées d'août (1837)
- Livre d’amour (1843)
- Poésies complètes (1863)

### Romans et nouvelles
- Volupté (1834) - réédité par S.E.P.E. en 1947 avec illustrations de Marguerite Bermond.
- Madame de Pontivy (1839)
- Christel (1839)
- Le Clou d’or qu'il dédia à Sophie de Bazancourt, femme de lettres et épouse du général François Aimé Frédéric Loyré d'Arbouville.
- La Pendule (1880)
- De la littérature industrielle, Paris, Allia, 2013, 48 p. (ISBN 9782844857309)
- Portrait de Leopardi, Paris, Allia, 2019, 2e éd., 80 p. (ISBN 9791030411591)

### Critique

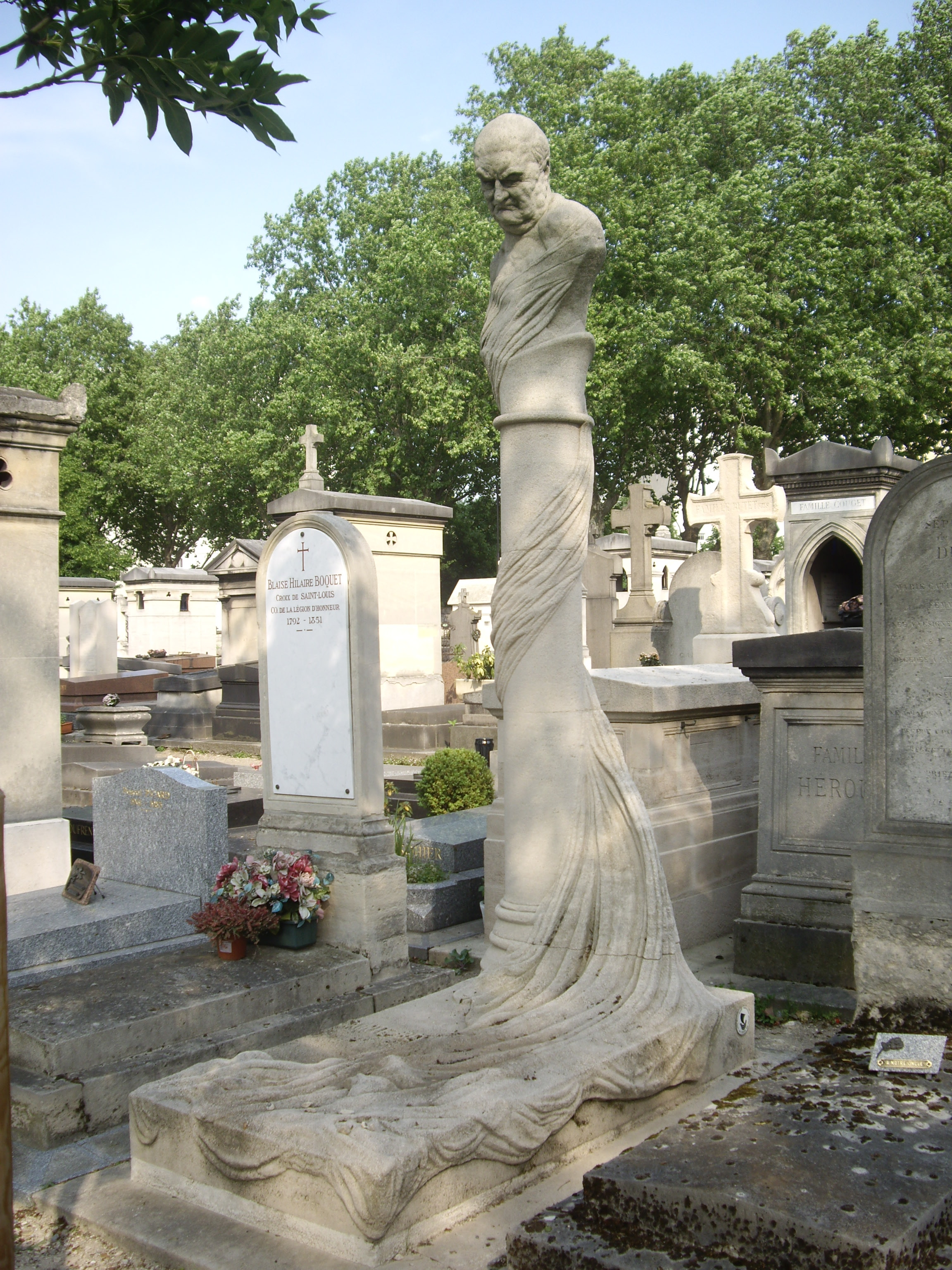
La tombe de Sainte-Beuve au cimetière du Montparnasse à Paris.

- Tableau historique et critique de la poésie française et du théâtre français au XVIe siècle (1828), 2 volumes
- Port-Royal (1840-1859), 5 volumes
- Portraits littéraires (1844 et 1876-78), 3 volumes
- Portraits contemporains (1846 et 1869-71), 5 volumes
- Portraits de femmes (1844 et 1870)
- Les Lundis
  - Causeries du lundi (1851-1862), 16 volumes
  - Nouveaux lundis (1863-1870), 13 volumes
  - Premiers lundis (1874-75), 3 volumes
- Étude sur Virgile (1857)
  - Étude sur Virgile, suivi d'une étude sur Quintus de Smyrne (1870)
  - Étude sur Virgile, annoté par Henri Goelzer (1895)
- Chateaubriand et son groupe littéraire (1860), 2 volumes
- Le Général Jomini (1869)
- Madame Desbordes-Valmore : sa vie et sa correspondance (1870)
- M. de Talleyrand (1870)
- P.-J. Proudhon (1872)
- Chroniques parisiennes (1843-1845 et 1876)
- Les cahiers de Sainte-Beuve (1876)
- Portraits allemands (Berlin: Internationale Bibliothek, 1923) (extraits des "Causeries du lundi" et "Premiers lundis")
- Mes poisons (1926) : carnet secret édité à titre posthume

### Correspondance
- Lettres à la princesse (Mathilde), 1873 (lire sur Wikisource)
- Correspondance (1877-78), 2 volumes
- Nouvelle correspondance (1880)
- Lettres à Collombet (1903)
- Correspondance avec M. et Mme Juste Olivier (1904)
- Lettres à Charles Labitte (1912)
- Lettres à deux amies (1948)
- Lettres à George Sand
- Lettres à Adèle Couriard
- Correspondance générale, 19 volumes publiés de 1935 à 1983, annotés par Jean Bonnerot, suivis en 2006 par deux volumes de Lettres retrouvées publiées par son fils Alain Bonnerot[22]

### Biographie
- Le général Jomini, étude, Paris 1869. Texte sur Gallica

## Hommage
- Denys Puech (1854-1942), Monument à Sainte-Beuve, 1898, Paris, jardin du Luxembourg.
- Un timbre-poste dessiné par Clément Serveau et gravé en taille-douce par Jean Pheulpin a été émis par la poste française en 1969 pour le centenaire de sa mort.

## Musique
Dans les coins bleus pour voix et piano, poème mis en musique par Camille Saint-Saëns (1921)